# Antoine Masson
Antoine Philibert Masson (Auxonne, 23 augustus 1806 – Parijs, 1860) was een Frans natuurkundige.

## Biografie
Masson was hoogleraar natuurkunde zowel aan het Lycée Louis-le-Grand als aan het École Centrale in Parijs. Hij werkte actief samen met de Franse horlogemaker Louis Breguet, die voor hem vele wetenschappelijke instrumenten fabriceerde. Daarnaast deden ze onderzoek naar elektriciteit en de toepassingen ervan. Rond 1838 bouwden ze een elektrische telegraaf en bestudeerden ze tussen 1845 en 1855 elektrische fotometrie.
In 1841 ontwikkelde hij de eerste inductiespoelen (la bobine de Masson). Deze spoelen zouden later door Heinrich Ruhmkorff praktisch verbeterd worden (onder andere door het toepassen van betere isolatiematerialen) en op grote schaal onder Ruhmkorffs naam verkocht worden. Zelf gebruikte Masson – nog voor Heinrich Geissler dat zou doen – de inductiespoel om ontladingen te bestuderen in ijle gassen.

## Werken
- Mémoire sur l'etincelle électrique (1854)